# 黃宗迅
黃宗迅 （1920年5月27日—1976年10月28日） ，出生在中國湖北，為五十至七十年代港台性格男演員，曾與功夫巨星李小龍合作過兩部電影。除此之外，他也在七十多部電影中演出。
黃的妻子為演員焦姣，有一子。黃死於車禍，終年56歲。

## 生平
黃宗迅早年在陝西從事新聞工作，曾在《西北晨報》以及《通訊日報》工作，擔任校對、記者、助理編輯等職。
四十年代末五十年代初移居台灣後，黃續在《華北新聞》任職。
五十年代末期，黃開始其演藝事業。起初他參加話劇演出，在參加《賭國仇城》的演出後，被延攬至台灣農教電影公司，和盧碧雲、威利等領銜主演《惡夢初醒》。期後陸續參與多部電影演出。
1960年首次擔任導演，作品為《君子協定》。
1963年，與比他年輕20多歲的焦姣結婚。同年，黃宗迅赴港加盟邵氏，妻仍留在台灣。
加入邵氏後，黃參演了多部電影，但大部分為配角兼反派，正派角色作品為數不多。1968年上映的《怪俠》為其從影以來唯一一部擔正男主角之作品。
1966年，因黃在香港出車禍受傷，焦姣從台灣來到香港照顧丈夫，期間被大導演張徹看中，邀其參演《獨臂刀》一片，造就了焦在香港演藝事業的發展。
1972年，黃在李小龍的《精武門》和《猛龍過江》分別扮演田伙頭和王大叔。
1976年10月28日，黃在台灣騎摩托車出了車禍去世。黄死後18年，遗孀與另一男演員曾江結婚。

## 電影作品
- 1956年《關山情》飾 探勘員－楊誠
- 1976年《未了緣》飾 安娜父
- 1975年《橫衝直撞小福星》
- 1974年《死亡挑戰》
- 1973年《頭號鐵人》
- 1973年《猛漢》
- 1973年《碼頭大決鬥》
- 1973年《馬路小英雄》
- 1973年《除霸》
- 1973年《山東老大》
- 1972年《五虎摧花》
- 1972年《猛龍過江》飾 王大叔
- 1972年《大內高手》
- 1972年《情變》
- 1972年《銅頭鐵臂》
- 1972年《林沖夜奔》
- 1972年《精武門》飾 田伙頭
- 1972年《十四女英豪》飾 孟懷遠
- 1971年《乾坤大醉俠》
- 1971年《來如風》
- 1971年《女殺手》
- 1971年《金印仇》
- 1971年《鬼太監》
- 1971年《冰天俠女》飾 葛鴻
- 1970年《鐵羅漢》
- 1970年《新不了情》
- 1970年《十二金牌》
- 1970年《江湖三女俠》
- 1970年《武林風雲》
- 1970年《殺機》飾 沈探長
- 1970年《荒江女俠》
- 1969年《燕娘》飾 李飛龍
- 1969年《毒龍潭》
- 1969年《燕娘》
- 1969年《龍門金劍》
- 1968年《玉面飛狐》
- 1968年《色不迷人人自迷》
- 1968年《怪俠》飾 江丹楓
- 1968年《雲泥》
- 1968年《神刀》
- 1967年《七俠五義》飾 徐慶
- 1967年《網嬌娃》飾 黎娟
- 1967年《儒俠》飾 殷仕元
- 1967年《大刺客》
- 1967年《催命符》
- 1967年《鐵頭皇帝》
- 1967年《獨臂刀》飾 金刀門大弟子魏宣
- 1966年《山賊》飾 朱靜虛
- 1966年《毒玫瑰》飾 李三
- 1965年《蘭嶼之歌》飾 巫醫巴達
- 1964年《情人石》飾 蘇大貴
- 1963年《黑夜到黎明》
- 1963年《遊俠義犬》
- 1961年《女俠飛紅巾》飾 王石寒
- 1961年《宜室宜家》
- 1960年《刀光劍影》飾 玄真子
- 1960年《翠崗浴血記》飾 孟彪
- 1960年《君子協定》任 導演
- 1959年《永結同心》
- 1959年《模特兒之戀》
- 1959年《噴火女郎》飾 方東海
- 1959年《蕩婦與聖女》
- 1958年《江湖恩仇》
- 1958年《長風萬里》飾 丁永凱
- 1958年《風流冤家》
- 1957年《錦繡前程》
- 1957年《夜盡天明》
- 1956年《關山行》
- 1955年《歧路》
- 1955年《梅崗春回》
- 1954年《千金丈夫》
- 1953年《風塵劫》
- 1953年《台北風情畫》
- 1953年《惡夢初醒》